# Xemxija
Xemxija (lit. ‘assolellat’ en maltès) és una població de Malta que depèn de San Pawl il-Baħar. Es tracta d'un centre turístic, ple de ressorts i que dona pas als centres turístics més importants de la costa nord de l'illa.

## Història
La zona al voltant de Xemxija ha estat habitada des de la prehistòria. Conté una sèrie de jaciments arqueològics, que ara formen un camí patrimonial. Aquests inclouen una sèrie de tombes excavades a la roca, restes de dos temples megalítics, una sitja de gra de l'Edat del Bronze, habitatges troglodítids, roderes de carros, una via romana i apiaris.
Al voltant de 1715, l'Ordre de Sant Joan va construir la Bateria d'Arrias com a part d'una sèrie de fortificacions que defensaven la costa de Malta. També es va anomenar Bateria de Xemxija ja que es trobava al costat assolellat de la badia (xemxija significa "assolellat" en maltès), i la zona que l'envolta es va conèixer com Xemxija. Avui, la bateria és un restaurant.
El 1839, els britànics van construir un aqüeducte que permetia el transport d'aigua. L'aigua viatjava des d'un aqüeducte subterrani d'una zona de Wardija, coneguda com tal-Ballut, que s'estén fins a un aqüeducte sobre terra i després fins a un embassament a Xemxija. La conservació de l'aigua era necessària per a l'exèrcit britànic i els seus cavalls, que vigilaven la zona des dels llocs de defensa propers.
Un molí fariner d'emergència subterrani es va construir a Xemxija durant la Guerra Freda. La Fondazzjoni Wirt Industrijali Malti (Fundació del Patrimoni Industrial Maltès) ha restaurat el seu estat de funcionament i ara està oberta al públic.
Des de la dècada de 1980, es van construir diversos blocs d'apartaments a Xemxija, convertint-la en una zona residencial popular. També és un petit complex turístic, principalment amb bars i restaurants.
La Reserva Natural de Simar forma part del suburbi. A Xemxija hi ha una estació de bombers i rescat, coneguda com a Parc de bombers de Xemxija.